# Automóviles eléctricos en Australia
En 2008 Australia comenzó a producir su primer vehículo comercial totalmente eléctrico. Originalmente llamado el Blade Runner, su nombre fue cambiado a Electrón, y ya se está exportando a Nueva Zelanda, siendo uno de éstos adquirido por el Dr. Nick Smith, el ministro del Medio Ambiente. El Electrón está basado en el chasís del Hyundai Getz y es popular para el servicio de los gobiernos.

## Industria
En octubre de 2008, Better Place anunció planes para desplegar una red de recarga para alimentar los coches eléctricos en Melbourne, Sídney y Brisbane, en asociación con la compañía eléctrica australiana AGL y el grupo financiero Macquarie Capital. El despliegue de la red inicial estaba previsto en Canberra a finales de 2011. En diciembre de 2012, se instalaron en Australia 12 puntos de recarga públicos (tomas de corriente, no para estaciones de intercambio de baterías). El despliegue de la red australiana fue planeada inicialmente para comenzar de 6 meses a un año después del despliegue de la red en Dinamarca. En diciembre de 2012, Renault anunció el lanzamiento del Renault Fluence Z.e. y fue pospuesta indefinidamente tras los retrasos del despliegue de la infraestructura de vehículos eléctricos de Australia. El coche eléctrico fue programado para ponerse a la venta a partir de un número de distribuidores, en todo el país, en el cuarto trimestre de 2012. Better Place explicó que los retrasos en los despliegues en Israel y Dinamarca se reflejaban en el de Australia, lo que llevaría entre 12 y 18 meses detrás de los otros mercados. ChargePoint es ahora el único operador principal de una red de recargas activas en Australia.

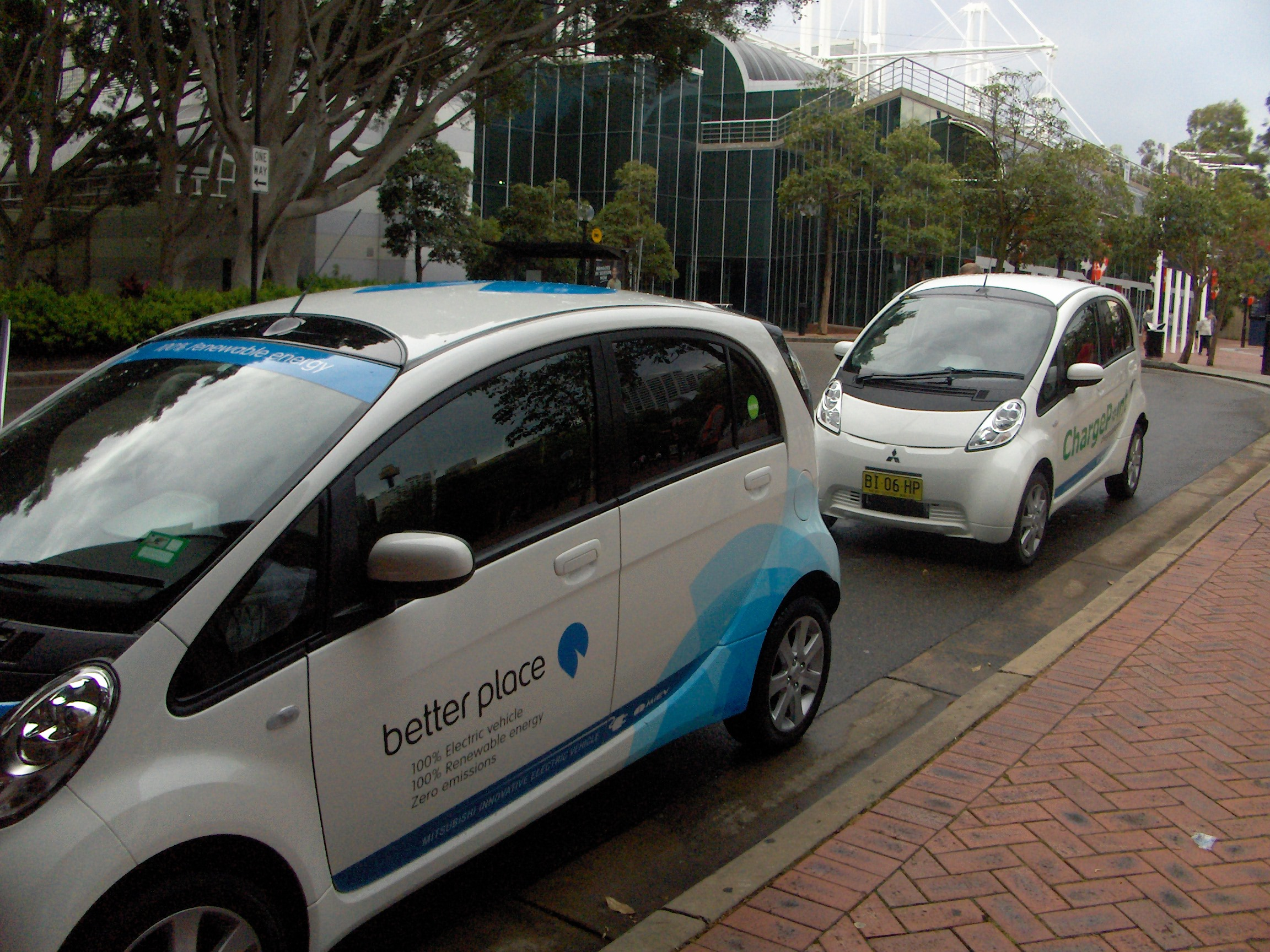
Dos Mitsubishi i MiEVs en Sídney, Australia.

A mediados de 2009, un periodo de prueba de doce meses con el Mitsubishi i-MiEV consiguió potenciales clientes de vehículos eléctricos, tales como locales, estatales y federales de los órganos de gobierno como los principales operadores de la flota. El arrendamiento financiero para clientes de flota comenzó en Australia en agosto de 2010. Para mayo de 2012, un total de 110 i-MiEV habían sido alquilados para el gobierno y flotas corporativas, mientras que las ventas al por menor comenzaron en agosto de 2011. En septiembre de 2013, el gobierno australiano no ofreció ningún tipo de sistema de incentivos o rebajas para la compra de vehículos de bajo consumo para sus ciudadanos. En diciembre de 2012, 125 autos i-MiEV se habían vendido en el país, de los cuales 30 fueron vendidos en diciembre de 2011.
Flotillas de dos años de prueba de 10 Ford Focus eléctricos, que también incluyeron 14 i-MiEV y tres Toyota Prius, comenzaron en Western Australia en 2010. Cada vehículo fue equipado con una batería de 23 kWh, un motor de corriente directa de 27 kW y un controlador de motor de 1000A. Estos vehículos fueron utilizados después, para realizar un estudio sobre el uso final que se le da cada día a estos vehículos. En julio de 2011, Nissan Australia otorgó 16 Nissan Leaf para ser utilizados con uso personal y comercial, en una prueba realizada en Victoria. Un total de 19 Leafs fueron registrados en 2011, mientras que las ventas del Nissan Leaf comenzaron en junio con 77 unidades vendidas en 2012. El Holden Volt, un vehículo eléctrico, fue introducido en el mercado Australiano a finales del 2012 con un total de 80 unidades siendo entregadas ese año.
Se vendieron
un total de 258 coches eléctricos durante el año 2012, con el i-MiEV como el modelo más vendido, con 95 unidades. Las ventas durante 2013 ascendieron a 304 unidades, un 20% a partir de 2012. El Nissan Leaf fue el más vendido con 188 unidades, seguido por el Holden Volt con 101 unidades. La cuota de mercado de vehículos eléctricos en 2013 fue de 0,036% del total de ventas de automóviles nuevos en el país. A partir de septiembre de 2013, las mayores redes de recarga pública existen en las ciudades capitales de Perth y Melbourne, con alrededor de 30 estaciones (7 kW AC) establecidas en las dos ciudades. Existen redes de recarga más pequeñas en otras ciudades capitales. En septiembre de 2012 no existían normas de carga.
Desde 2014, Mitsubishi ya no está importando el i-MiEV después de las ventas lentas, debido al alto precio y por la competencia de modelos más exitosos como la Mitsubishi Outlander eléctrica. Las ventas durante el primer trimestre de 2014 ascendieron a 42 unidades, lo que representa una cuota de mercado del 0,015% de las ventas de automóviles nuevos, durante la primera mitad de 2014 se vendieron 114 unidades. Las entregas del Tesla Model S comenzaron a finales de 2014. Las entregas de BMW i3 también comenzaron a finales de 2014. Las ventas en 2014 ascendieron a 1.228 unidades, un 288% mayor a partir de 2013. El segmento eléctrico alcanzó una cuota de mercado del 0,11% del total de ventas de automóviles nuevos en el país, hasta triple de 0,036% en 2013. El aumento en las ventas se debió a la introducción de la Mitsubishi Outlander eléctrica, que vendió 895 unidades durante 2014 y se convirtió en el vehículo eléctrico con más ventas de Australia. Las ventas acumuladas en el mercado australiano desde 2010 alcanzaron más de 1.950 unidades a finales de diciembre de 2014, a partir de 304 unidades en 2013.
Un total de 246 Holden Volt habían sido vendidas en el país a mediados de abril de 2015, con el balance de la primera generación casi vacío. General Motors anunció que no va a construir la segunda generación Volt en la configuración con volante a la derecha, por lo que el Holden Volt será retirado del mercado en el país cuando se vendan los restantes. Para diciembre de 2012, los siguientes modelos ya se estaban comercializado en Australia: Nissan Leaf, Tesla Model S, ambas variantes del BMW i3 (REx y eléctrico), BMW i8, Mitsubishi Outlander eléctrico y Porsche híbrido eléctrico, 918 Spyder, Panamera and Cayenne. Otros modelos que se lanzaran en el país serán el Audi A3 e-tron y el Audi Q7 e-tron.
Para diciembre de 2014, un total de 65 Model S fueron registrados en Nueva Gales del Sur y solo cuatro en Victoria. Para finales del 2015, 119 registros se hicieron en Nueva Gales del Sur y 54 en Victoria. Aunque no hubo informes de cifras de ventas para Tesla en otros estados, las ventas combinadas solamente de estos dos estados fueron suficientes para que el Modelo S fuera clasificado como el de mayor venta de todos los coches eléctricos en el país durante el primer trimestre de 2015, por delante de la BMW i3 (46) y el Nissan Leaf (31). El eléctrico con mayor ventas en Australia para el primer trimestre de 2015 fue el Outlander PHEV, con 198 unidades vendidas, de nuevo en el primer trimestre de 2016 fue clasificado como el de mayor venta con 195 unidades y continuó como el de mayor venta de todos los tiempos en el país con 2.015 unidades vendidas hasta marzo el año 2016, desde su introducción en 2013.

## Ventas
La siguiente tabla presenta los registros de coches eléctricos por año entre 2010 y marzo de 2016:
| El registro de coches eléctricos por modelo en Australia entre 2010 y marzo del año 2016 | El registro de coches eléctricos por modelo en Australia entre 2010 y marzo del año 2016 | El registro de coches eléctricos por modelo en Australia entre 2010 y marzo del año 2016 | El registro de coches eléctricos por modelo en Australia entre 2010 y marzo del año 2016 | El registro de coches eléctricos por modelo en Australia entre 2010 y marzo del año 2016 | El registro de coches eléctricos por modelo en Australia entre 2010 y marzo del año 2016 | El registro de coches eléctricos por modelo en Australia entre 2010 y marzo del año 2016 | El registro de coches eléctricos por modelo en Australia entre 2010 y marzo del año 2016 | El registro de coches eléctricos por modelo en Australia entre 2010 y marzo del año 2016 |
| Modelo | Total 2010–2016(1)                                                                       | 1Q 2016                                                                                  | 1Q 2015                                                                                  | 2014                                                                                     | 2013                                                                                     | 2012                                                                                     | 2011                                                                                     | 2010                                                                                     |
| --- | ---------------------------------------------------------------------------------------- | ---------------------------------------------------------------------------------------- | ---------------------------------------------------------------------------------------- | ---------------------------------------------------------------------------------------- | ---------------------------------------------------------------------------------------- | ---------------------------------------------------------------------------------------- | ---------------------------------------------------------------------------------------- | ---------------------------------------------------------------------------------------- |
| Mitsubishi Outlander P-HEV | 2,015                                                                                    | 195                                                                                      | 198                                                                                      | 895                                                                                      | –                                                                                        | –                                                                                        | –                                                                                        | –                                                                                        |
| Nissan Leaf | 528(1)                                                                                   | 40                                                                                       | 31                                                                                       | 173                                                                                      | 188                                                                                      | 77                                                                                       | 19                                                                                       | –                                                                                        |
| Tesla Model S | 323(1)                                                                                   | 150                                                                                      | 104(2)                                                                                   | 69(2)                                                                                    | –                                                                                        | –                                                                                        | –                                                                                        | –                                                                                        |
| Mitsubishi i MiEV | 252                                                                                      | 0                                                                                        | 0                                                                                        | 0                                                                                        | 15                                                                                       | 95                                                                                       | 30                                                                                       | 112                                                                                      |
| Holden Volt | 245(1)                                                                                   | 0                                                                                        | 6                                                                                        | 58                                                                                       | 101                                                                                      | 80                                                                                       | –                                                                                        | –                                                                                        |
| BMW i3 | 106(1)                                                                                   | 27                                                                                       | 46                                                                                       | 33                                                                                       | –                                                                                        | –                                                                                        | –                                                                                        | –                                                                                        |
| Tesla Roadster | 11                                                                                       | 0                                                                                        | 0                                                                                        | 0                                                                                        | 0                                                                                        | 5                                                                                        | 6                                                                                        | –                                                                                        |
| BMW i8 | 7                                                                                        | 7                                                                                        | –                                                                                        | –                                                                                        | –                                                                                        | –                                                                                        | –                                                                                        | –                                                                                        |
| Total de registros | 3.487                                                                                    | 419                                                                                      | 385                                                                                      | 1.228                                                                                    | 304                                                                                      | 257                                                                                      | 55                                                                                       | 112                                                                                      |
| Notas (1) 2015 incluye cifras de ventas solo para el primer trimestre de 2015, con excepción de la Mitsubishi Outlander PHEV. (2) Modelos corresponden únicamente al registro en Nueva Gales del Sur y Victoria. |                                                                                          |                                                                                          |                                                                                          |                                                                                          |                                                                                          |                                                                                          |                                                                                          |                                                                                          |